# Субъективный монтаж
Субъективный монтаж — приём в режиссуре, когда камера показывает происходящее не под углом зрения режиссёра, а глазами героя (персонажа). То есть мы видим происходящее на экране от лица персонажа. Соответственно, субъективный монтаж — это не только ракурсы, но и последовательность кадров, как она представляется персонажу фильма. Если, например, в фильме показывается местность в той последовательности и ритме, как её видит и переживает персонаж фильма — путешественник, местность показывают как субъективное переживание человека.
В основном используется в жанре ужасов, для большей погруженности.